# Barbisano
Barbisano (Barbisàn in veneto) è una frazione del comune di Pieve di Soligo, in provincia di Treviso.

## Monumenti e luoghi d'interesse

### Chiesa di Santa Caterina
La chiesa parrocchiale di Barbisano, dedicata a Santa Caterina, risale agli anni 1902-1910, quando fu ricostruita poco ad ovest di dove sorgeva la precedente chiesa settecentesca, ma con origini medievali. Il progetto della chiesa è dell'architetto barbisanese Barnaba Lava, deceduto a Padova ed ivi sepolto assieme alla moglie. La prima attestazione della Chiesa di Santa Caterina si evince dal notaio Bonaccursio da Solighetto in cui cita nel giugno 1350 la Chiesa di Santa Caterina.
Fu consacrata solo nel 1929, durante la Grande Guerra non subì gravissimi danni.
La facciata a capanna è tripartita da lesene di ordine corinzio terminanti in un architrave sovrastata da un grande timpano, nel quale è inscritto un oculo. Il settore centrale ospita il portale rettangolare con cimasa, quelli laterali ospitano due nicchie contenenti statue di santi, opere di Emilio Fontana.
Internamente è custodita una pala d'altare di Giovanni Zanzotto, padre del noto poeta solighese. Altra opera di pregevole importanza è il battistero con lo stemma del vescovo Pietro Leoni, pieno '600. Inoltre sono custodite dell'antica chiesa una cassetta degli olii santi (reca l'iscrizione "Rect. Bernardino Pigot(ti)", due acquasantiere murate del '500, un crocifisso seicentesco. Curiosa è la lapide posta fra il presbiterio e la sacrestia, iscrizione funebre di uno dei rettori della chiesa. L'organo del 1927 è della ditta Zordan di Cogollo del Cengio. Una storia dettagliata della chiesa la si trova nel volume dello storico Ivan Marsura, "La Parrocchia di Santa Caterina V. e M. in Barbisano" del 1999.
A destra della chiesa svetta il campanile cuspidato, aperto da bifore a livello della cella campanaria.
Dal 2013 Don Stefano Sitta è il parroco.

### Villa Toti Dal Monte
È una villa ripristinata nel 1924 dall'antica villa Biffis per essere la casa della celebre soprano Toti Dal Monte, che qui passò anche gli ultimi giorni di vita, nel 1975, prima di morire all'ospedale di Pieve di Soligo.
Si tratta di un edificio stilisticamente eclettico, come tipico di quell'epoca: alto due piani e caratterizzato da due torrette alte tre piani, ha numerose polifore vagamente neogotiche.
La villa si inserisce in un contesto di rilievo paesaggistico, con vista sui colli di Collalto e sul fiume Lierza; è circondata da un vasto parco con alte fronde.

### Fiume Lierza

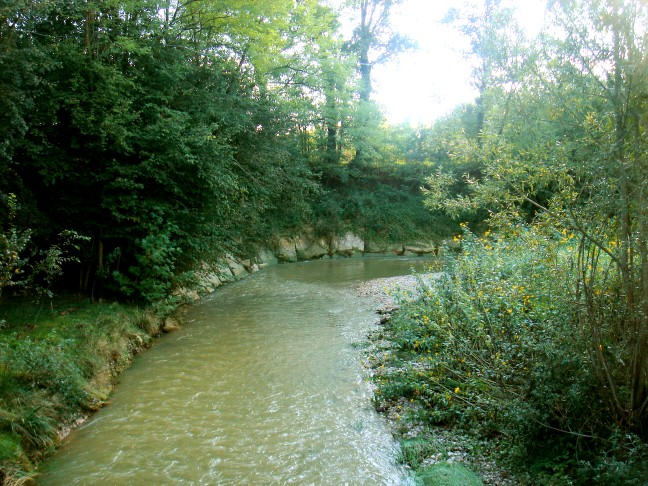
Un'ansa del Lierza a est del centro abitato di Barbisano

Il fiume Lierza è il principale corso d'acqua che attraversa Barbisano, a sud del cui centro abitato confluisce nel Soligo.
All'altezza di Villa Toti il percorso del fiume si fa più impervio, formando le cosiddette Crode del Pedrè, conglomerati di valore paesaggistico, oltre che luogo letterario della poesia zanzottiana.

## Storia
Nel 1898 in comune di Refrontolo si trova la Scuola dei Panierai di Barbisano, per la produzione di ceste, canestri, cestoni per il trasporto dei bozzoli, ecc. Come materie prime si impiegano vimini di salice e virgulti di pioppo o castagno ed altre piante di fibra pieghevole raccolti in parte nel comune di lavorazione e in parte nel bacino del Piave. Si producono cestini da lavoro con vimini indorati o colorati e mobili da giardino in canna d'India. La Scuola dei Panierai viene avviata nel 1885 dal avv. veneziano Pietro Stefanelli per garantire una occupazione alla popolazione in un periodo di crisi agricola e forte emigrazione. Gli oggetti presentati nel 1887 all'Esposizione Regionale Veneta delle Piccole Industrie nella Basilica Palladiana di Vicenza suscitano molta attenzione.

## Variazioni territoriali
Fino al 1928 la frazione apparteneva al comune di Refrontolo, soppresso in quell'anno e ricostituito nel 1946.

## Mobilità e trasporti
Nel 1913 il paese divenne sede di una fermata della tranvia Susegana-Pieve di Soligo, concessa alla Società Veneta e soppressa formalmente nel 1931. Gravemente danneggiata durante la prima guerra mondiale, la stessa venne provvisoriamente trasformata in ferrovia militare e prolungata fino a Revine Lago.